# Соколовица (видиковац)
Соколовица је видиковац, на 460 м.н.в. изнад кањона Брњичке реке, са леве стране. Са Соколовице се пружа поглед на кањона Брњичке реке, видиковац Црни врх и читаву брњичку долину. 
Сам геоморфолошки објекат назива се Зуб и припада кречњачкој маси горње јуре и делом доње креде. До Соколовице се стиже из два правца: Од Ђердапске магистрале, преко каменолома „Јеленске стене” или сеоским путем уз долину Брњичке реке, поред Карапанџића салаша. Обе стазе представљају се у категорији средње тешких.